# 雲興寺

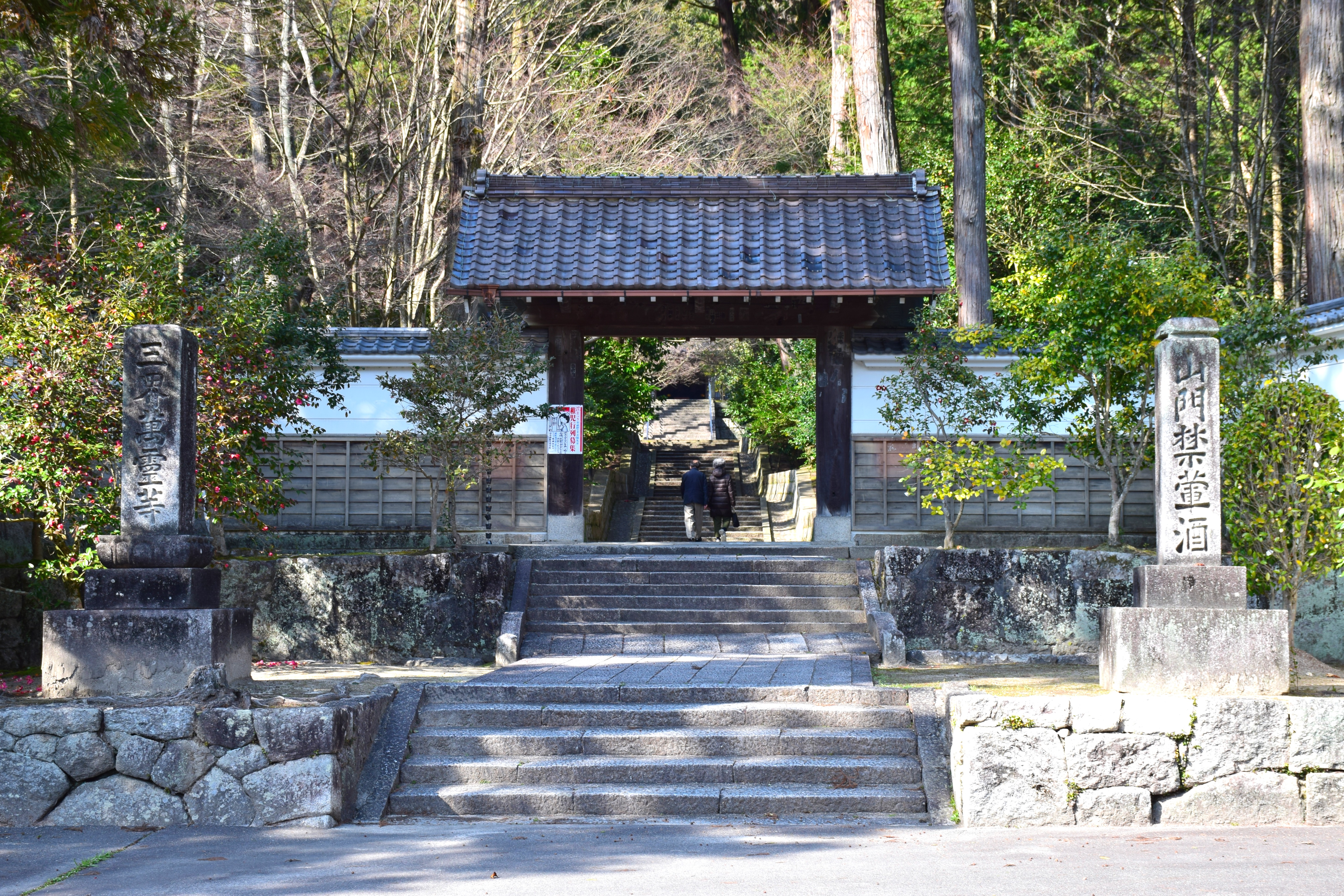
山門

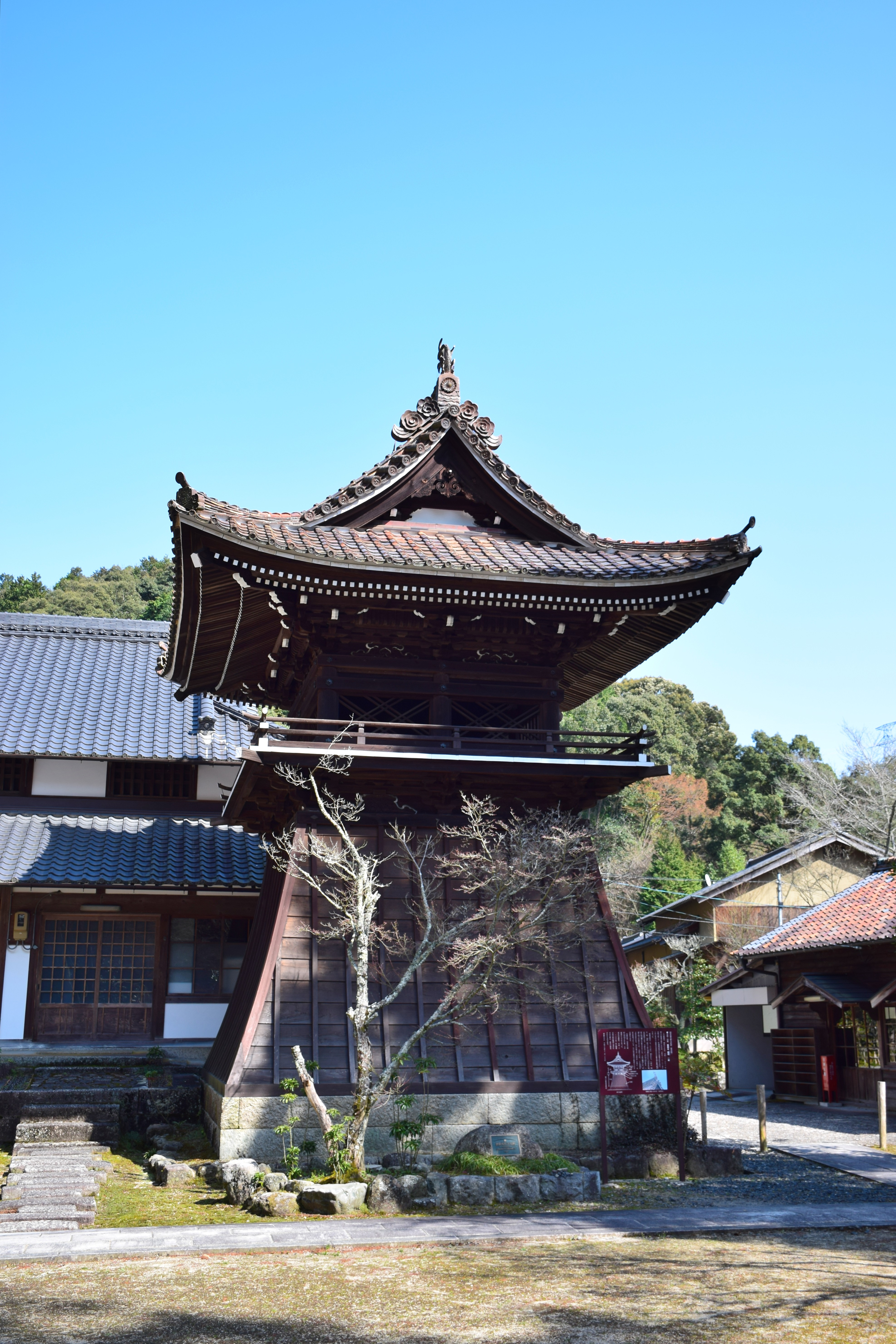
鐘楼

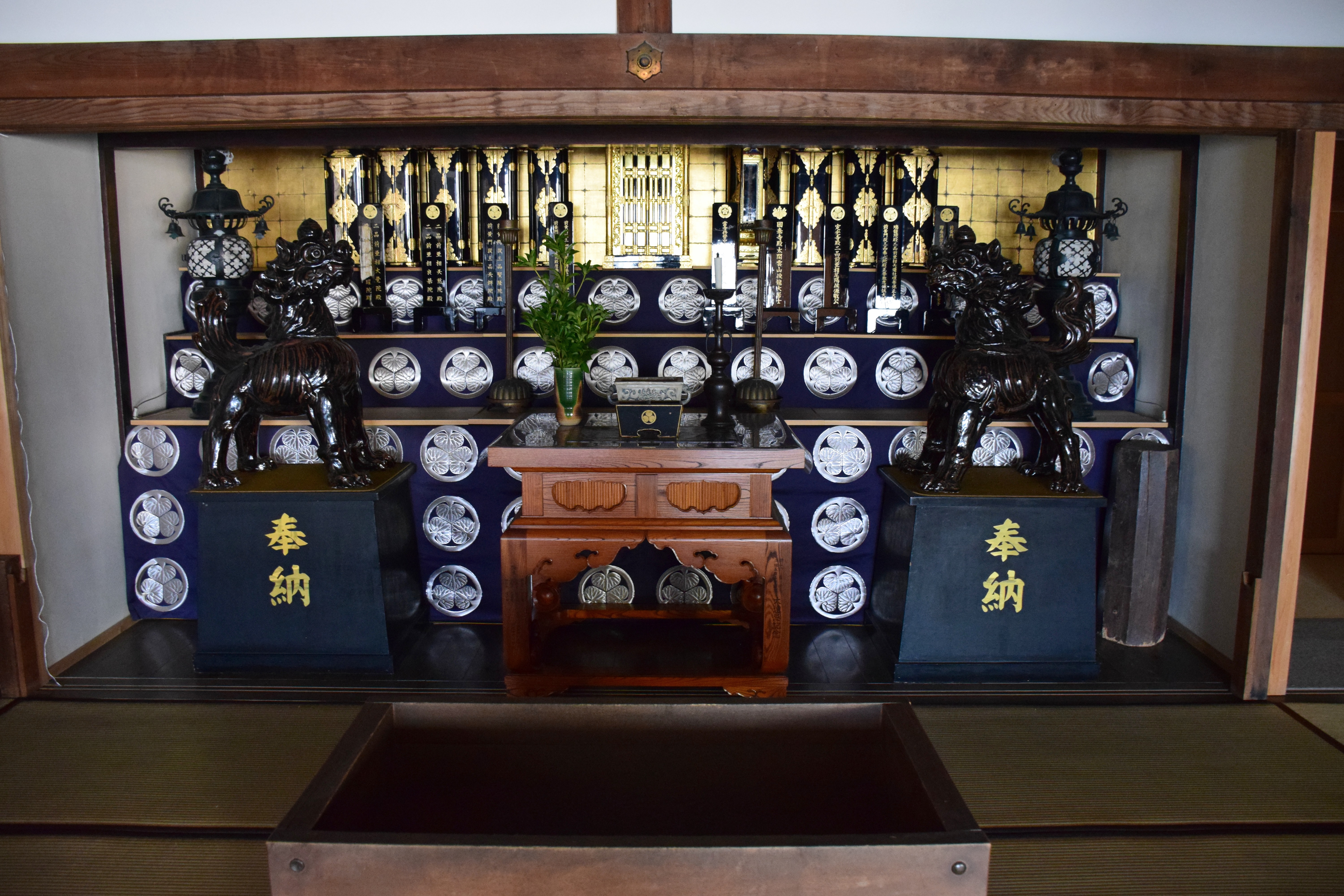
位牌堂

雲興寺（うんこうじ）は、愛知県瀬戸市白坂町にある曹洞宗の寺院。山号は「大龍山」。

## 概要
至徳元年（1384年）、天鷹祖祐によって開創される。応永年間には、足利義持や地元赤津村の豪族山口氏らの寄進により七堂伽藍が落成する。尾張を代表する曹洞宗寺院の一つ。八世住持である大雲永瑞が織田信秀の伯父にあたることから織田家の庇護を受けている。その後、豊臣秀吉や尾張徳川家の庇護を受け、本堂には彼らの位牌が祀られている。
性空山神の伝承により、盗難除けの利益のある寺院としても有名。毎年4月24、25日には性空祭という盗難除けの祭りが催される。
本堂や鐘楼の屋根は瀬戸の赤津焼の瓦が使用されている。
参道入口には参拝者用の駐車場があるが、猿投山の登山口が近いこともあり登山者による無断駐車が後を絶たず、問題となっている。

## 歴史
- 1384年（至徳元年） - 天鷹祖祐禅師が尾張国山田郡小坂に開山。
- 1400年（応永7年） - 足利義持や山口氏らの寄進により、七堂伽藍の建立が始まる。
- 1404年（応永11年） - 天先祖命が第二世となる。
- 1535年（天文4年） - 出火により全山焼失するも、織田信秀の外護を得て再建。
- 1629年（寛永6年） - 正眼寺とともに尾張僧録に任じられる。
- 1648年（慶安元年） - 正眼寺との間で本末論争。
- 1723年（享保8年） - 万松寺が末寺から離脱。
- 2005年（平成17年） - 鐘楼が国の登録有形文化財に。

## 文化財
- 鐘楼 - 国の登録有形文化財[4]。文化7年（1810年）の建立。入母屋造、桟瓦葺、袴腰付。

## 性空山神の伝説
応永十二年、雲興寺二世天先祖命が真夜中に坐禅をしていると、雲興寺山中に住み人の肉身を食う鬼神が現れた。天先祖命は鬼神に罪業を懺悔させ、業報の本来は性空であることを説き、剃髪のうえ三帰五戒を授け、「性空上座」という号を与えた。鬼神は雲興寺山中を守る守護神となって村人や寺を病難・火難・盗難から守護することを誓い、門前の盤石の中に姿を消した。これ以降、門前の盤石は「性空石」と呼ばれ、盗難除けのご利益のある雲興寺守護神（性空山神）の住居として信仰を集めた。

## 交通手段
- 名鉄瀬戸線「尾張瀬戸駅」から名鉄バス赤津行（一里塚経由・古瀬戸経由）で「赤津」バス停下車、徒歩で10分程度。
  - 2008年（平成20年）3月までは寺の駐車場まで名鉄バスが乗り入れていた。
  - 毎年4月に祭りが開催されるときのみ、寺の駐車場まで臨時に延長される。
- 愛知県道33号瀬戸設楽線沿い。

## 関連
- 愛知学院大学図書館情報センター（雲興寺文書を所蔵）